# Мечеть ат-Таним
Мечеть ат-Тан‘им (араб. مَسْجِدُ التَّنْعِيمِ‎) или мечеть госпожи А́иши (مَسجِدُ السَّيِّدَةِ عَائِشَةَ‎) — одна из мечетей Мекки, расположенная в западной части города на расстоянии около 7 км от мечети аль-Харам. Отсюда паломники Мекки вступают в состояние ихрама для совершения умры. Мечеть получила известность благодаря тому, что именно в этом месте мать правоверных Аиша бинт Абу Бакр вошла в ихрам для умры во время Прощального паломничества в 632 году (в 9 году по хиджре).

## Этимология
Согласно некоторым преданиям, мечеть получила своё название из-за расположения между двумя горами: правая из них называется Наам (نَعَم), а левая — Наим (نَعِيم). Также упоминается, что пророк Мухаммед ﷺ повелел Аише отправиться к этому месту для вступления в ихрам с намерением совершить умру во время Прощального паломничества. Поэтому мечеть также получила название в её честь.

## Описание
Мечеть была построена на месте, которое, согласно преданиям, связано с умрой, совершённой Аишей после Прощального паломничества. Она отправилась туда вместе со своим братом Абдуррахманом, поскольку не смогла совершить умру при прибытии в Мекку. В сборнике достоверных хадисов имама Муслима передаётся со слов Аиши:
Мы вышли вместе с посланником Аллаха ﷺ в год Прощального паломничества и вступили в ихрам с намерением умры. Затем посланник Аллаха ﷺ сказал: “Тот, кто привёл с собой жертвенное животное, пусть соединит хадж с умрой и не выходит из ихрама, пока не завершит оба обряда”. Я прибыла в Мекку, находясь в состоянии менструации, и не совершила ни таваф, ни са‘й между Сафа и Марвой. Я пожаловалась на это посланнику Аллаха ﷺ, и он сказал: “Распусти волосы, причешись и вступи в ихрам с намерением хаджа, а умру оставь”. — Я так и сделала. Когда мы завершили хадж, посланник Аллаха ﷺ отправил меня в Тан’им, и я совершила умру. Он сказал: “Вот место твоей умры”Сахих Муслим, книга 7: «Книга о хадже», хадис №1211.

### Строительство
Мечеть была построена около 854 года (в 240 году по хиджре) во времена правления аббасидского халифа аль-Мутаваккиля. Первоначальная площадь мечети составляла около 6 000 м². Со временем большая часть сооружения обрушилась, и здание пришло в упадок. Впоследствии мечеть была полностью перестроена и расширена: её общая площадь вместе с прилегающей инфраструктурой достигла 84 000 м².

### Границы
Мечеть ат-Таним является одной из шести границ территории аль-Харама, которые окружают её как защитный пояс со всех сторон; на северо-западе граница Харама заканчивается у мечети ат-Танъим. * На севере граница достигает района аль-Джирана на расстоянии тринадцати миль. * На востоке, примерно в двенадцати милях, граница заканчивается рядом с Арафатом. * На юге граница достигает местности Адаат Лабан на расстоянии около двенадцати миль. * На западе, в двадцати трёх километрах от Заповедной мечети, граница проходит близ города Худайбия.